# 단 올베우스
단 올베우스 (Dan Olweus, 1931년 4월 18일 – 2020년 9월 20일)는 스웨덴계 노르웨이 심리학자다. 노르웨이의 베르겐 대학교의 심리학 연구 교수였다. 올베우스는 학교폭력 관련 연구의 선구자로 널리 알려져 있다.

## 생애
올베우스는 1931년 4월 18일 스웨덴 네셰에서 태어났다. 1969년 그는 우메오 대학에서 청소년의 공격적인 행동에 관한 논문으로 박사 학위를 받았다. 1970년에는 노르웨이 베르겐 대학교의 교수진에 합류했다. 그는 1970년부터 1995년까지 심리학 교수였으며 1996년부터 심리학 연구 교수로 재직했다.
올베우스는 1986년부터 1987년까지 스탠포드 대학교 행동과학 고등연구센터의 연구원이었다. 그는 1995년부터 1996년까지 국제 폭력성 연구 학회의 회장을 역임했다.
올베우스는 2020년 9월 20일 89세의 나이로 사망했다.

## 연구

### 학교폭력
1970년대에 올베우스는 어린이들의 학교폭력에 대한 체계적인 연구를 수행했다. 이 연구는 "교내의 공격성:학교폭력과 매맞는 소년" (Aggression in the Schools: Bullies and Whipping Boys)이라는 책으로 1973년에 스칸디나비아, 1978년 미국에서 출판되었다. 이 책은 일반적으로 학교폭력 (Bullying)에 대한 세계 최초의 과학적 연구로 간주된다. 올베우스는 학교폭력을 "시간이 지나면서 반복되고 힘의 불균형을 수반하는, 원치 않는 공격적인 행동"으로 정의했다.
올베우스의 1993년 저서, "학교의 학교폭력:우리가 아는 것과 할 수 있는 것" (Bullying at School: What We Know and What We Can Do)은 20개 언어로 번역되었다. 그는 1996년 교사에 의한 학생의 학교폭력에 대한 최초의 체계적 연구를 발표했다.

### 올베우스 프로그램
1980년대, 올베우스는 학교폭력 개입 프로그램에 대한 최초의 체계적인 연구를 수행했다. 이 프로그램의 성공은 정부가 주도하여 노르웨이의 모든 초등학교와 중학교에 개입 매뉴얼 [통칭 '올베우스 학교폭력 예방 프로그램' (Ollweus Bullying Prevention Program, OBPP)]을 도입하는 데까지 이어졌다. 이 프로그램은 교실 내 질서를 재구성하고 선행에 보상을 줌으로써 학교폭력을 줄이는 것을 목표로 한다.
올베우스 프로그램은 30,000명 이상의 학생이 참여한 노르웨이의 여러 대규모 연구에서 체계적으로 평가되었다. 연구에 따르면 프로그램에 참여한 학생들 사이에서, 학교 폭력 피해 및 가해 보고 건수가 약 35~45% 감소했다.
사우스캐롤라이나 클렘슨 대학의 수 림버 (Sue Limber)와 올베우스가 수행한 한 연구는 미국 학교에 다니는 거의 70,000 명에 달하는 학생들을 대상으로 3년 동안 프로그램의 효과를 평가했다. 이 연구에서는 학생들의 학교폭력 피해 혹은 가해 보고 건수가 감소하고 학생들의 공감 표현이 증가하는 것이 발견되었다.
올베우스 프로그램은 노르웨이와 미국 외에도, 아이슬란드, 스웨덴, 리투아니아에서 시행되었으며 멕시코, 브라질, 독일에서도 시범 운영되고 있다.

#### 대한민국에서
대한민국에서는 2012년부터 일부 학교에서 올베우스 프로그램 중 일부인 '학교폭력 멈춰!' 운동을 도입했다. 이는 따돌림을 당하는 아이가 발견되면 반 아이들이 가해자를 향해 손바닥을 뻗으며 '학교폭력 멈춰!'라고 외치고, 학생들이 단순 방관자가 아닌 방어자로 적극 가담하게끔 하는 방식이다. 이를 벤치마킹하여 대구에서는 관련 범시민운동을 벌였고, 교육청에서는 '학교폭력 예방대책 매뉴얼'을 보급했다. 하지만 가해자를 소수 집단으로 만드는 사전 교육 및 경험 없이 그저 팔을 뻗는 동작과 구호만 들여온 탓에 실효성 없는 탁상행정이라는 비판을 받았다. 또한 2014년 뉴스 영상이 2021년 유튜브 알고리즘을 통해 주목받으면서, 인터넷 밈이 되었다.

## 수상 및 영예
2002년 올베우스는 북유럽 이사회에서 수여하는 북유럽 공중보건상 (Nordic Public Health Prize)을 수상했다. 2003년에는 아동 발달 연구 협회에서 아동 공공 정책에 대한 공로상을 수상했다.
올베우스는 2011년 미국 심리학 협회 (APA)에서 수여하는 국제 심리학 발전 기여상을 받았다. 2012년에는 공공 정책 연구에 공헌한 공로로 APA 상을 수상했다. 2018년에는 베르겐 대학교에서 크리스티 상을 받았다.

## 저작

### 저널 기사
- Olweus, Dan (1994). “Bullying at school: Basic facts and effects of a school-based intervention program”. 《Journal of Child Psychology and Psychiatry》 35 (7): 1171–1190. doi:10.1111/j.1469-7610.1994.tb01229.x. PMID 7806605.
- Olweus, Dan (1997). “Bully/victim problems in school: Facts and intervention”. 《European Journal of Psychology of Education》 12 (4): 495–510. doi:10.1007/BF03172807.
- Olweus, Dan; Limber, Susan P. (2010). “Bullying in school: Evaluation and dissemination of the Olweus Bullying Prevention Program”. 《American Journal of Orthopsychiatry》 80 (1): 124–134. doi:10.1111/j.1939-0025.2010.01015.x. PMID 20397997.
- Olweus, Dan (2013). “School bullying: Development and some important challenges”. 《Annual Review of Clinical Psychology》 9: 751–780. doi:10.1146/annurev-clinpsy-050212-185516. PMID 23297789.

### 서적
- Olweus, Dan (1978). 《Aggression in the Schools: Bullies and Whipping Boys》. Washington, DC: Hemisphere (Wiley). ISBN 9780470993613.
- Olweus, Dan; Block, Jack; Radke-Yarrow, Marian (1986). 《Development of Antisocial and Prosocial Behavior: Research, Theories, and Issues》. New York, NY: Academic Press. ISBN 0125258801.
- Olweus, Dan (2007). 《Olweus Bullying Prevention Program: Schoolwide Guide》. Center City, MN: Hazelden. ISBN 978-1-59285-374-8. OCLC 212376058.
- Olweus, Dan (2013). 《Bullying at School: What We Know and What We Can do》. Oxford, England: Blackwell (Wiley). ISBN 978-1118695807.